# Syntrichalonia fuliginea
Syntrichalonia fuliginea là một loài Hymenoptera trong họ Apidae. Loài này được LaBerge mô tả khoa học năm 1994.